# Television (álbum)
Television es el tercer y último álbum de estudio de la banda estadounidense de rock Television. Este álbum fue editado en el año 1992, y fue el primer álbum del grupo en 14 años (su álbum anterior, Adventure, fue editado en 1978 pero el grupo se separó al poco tiempo). El grupo se volvería a separar al poco tiempo, pero ocasionalmente realizaría presentaciones en vivo. Al igual que los álbumes precedentes, Television tuvo poco éxito comercial. El sencillo "Call Mr. Lee" llegó al puesto 27 de la lista de "Modern Rock Tracks" de Billboard.

## Listado de temas
1. "1880 Or So" – 3:41
2. "Shane, She Wrote This" – 4:21
3. "In World" – 4:12
4. "Call Mr. Lee" – 4:16
5. "Rhyme" – 4:47
6. "No Glamour for Willi" – 5:00
7. "Beauty Trip" – 4:22
8. "The Rocket" – 3:23
9. "This Tune" – 3:42
10. "Mars" – 4:56

## Personal
- Tom Verlaine - guitarra, voz, producción, mezcla
- Richard Lloyd - guitarra y voz
- Fred Smith - bajo, guitarra, voz, producción, mezcla
- Billy Ficca - batería
- Television - producción
- Joe Brescio -	masterización
- Vera Beren - asistente de producción
- Robert Derby - técnico
- Patrick A. Derivaz - ingeniero asistente
- Mario Salvati - ingeniero, mezcla